# Heike Knispel
Heike Knispel (*  1963 in Meerbusch) ist eine deutsche Radio-Moderatorin.
Nach dem Abitur absolvierte Heike Knispel eine Lehre zur Schneiderin. Schon während dieser Zeit arbeitete sie als freie Mitarbeiterin für die Westdeutsche Zeitung. Sie wurde Redakteurin für ein lokales Wochenblatt und begann sich beim lokalen Rundfunk zu engagieren. Anfang der 1990er-Jahre wechselte sie als Reporterin und Moderatorin zum  WDR. Dort arbeitete sie auch als Autorin für die „Lokalzeit“ und die  „Aktuelle Stunde“. 1995 gehörte sie zur Gründungsmannschaft des neuen Senders Eins Live, bei welchem sie anschließend fünf Jahre als Moderatorin tätig war. Zwischen 2000 und dem 12. Juni 2016 war sie auf WDR 2 zu hören, wo sie die Sendungen „WDR 2 am Sonntag“ (9–14 Uhr) und „WDR 2“ (14–19 Uhr, zwischen Rhein und Weser) moderierte. 
Seit Juli 2016 ist Heike Knispel bei WDR 4 zu hören, zunächst morgens in der Sendung „Mein Morgen“ (6–10 Uhr). 
Seit dem 19. April 2020 moderiert sie dort die Sonntagmorgenshow „Knispel am Sonntag“ sowie montags bis donnerstags die Strecke von 18 bis 21 Uhr.